# Grande Tête de By
Grande Tête de By – szczyt w Alpach Pennińskich, części Alp Zachodnich. Leży na granicy między Szwajcarią (kanton Valais) a Włochami (region Dolina Aosty). Należy do masywu Grand Combin. Szczyt można zdobyć ze schroniska Rifugio Franco Chiarella all'Amianthe (2979 m).
Pierwszego wejścia dokonał Max Rosenmund 7 lipca 1894 r.